# دومينغو مارتينيز (لاعب كرة قدم)
دومينغو مارتينيز (بالإسبانية: Domingo Martínez Saucedo) هو مدرب كرة قدم ولاعب كرة قدم باراغواياني، ولد في 4 أغسطس 1982 في Caraguatay, Paraguay ‏ في باراغواي. لعب مع نادي ماكارا.

## وصلات خارجية
- دومينغو مارتينيز على موقع قاعدة بيانات كرة القدم.إي يو (الإنجليزية)
- دومينغو مارتينيز على موقع Soccerway.com (الإنجليزية)
- دومينغو مارتينيز على موقع عالم كرة القدم.نت (الإنجليزية)